# Narni
Narni (lateinisch Narnia) ist eine italienische Gemeinde in Umbrien mit 17.861 Einwohnern (Stand 31. Dezember 2023).

## Geografie

Lage der Gemeinde Narni in der Provinz Terni

Der Ort befindet sich in 240 m s.l.m. über dem Tal des Flusses Nera in der Provinz Terni. Die Gemeinde erstreckt sich über rund 198 km². Sie liegt etwa 67 km südlich von Perugia und rund 10 km südwestlich von Terni in der klimatischen Einordnung italienischer Gemeinden in der Zone D, 1802 GG.
Zu den Ortsteilen gehören Borgaria, Capitone, Cigliano, Guadamello, Gualdo, Itieli, Montoro, Nera Montoro, Narni Scalo, Ponte San Lorenzo, San Faustino, San Liberato, Santa Lucia, Sant’Urbano, San Vito, Schifanoia, Stifone, Taizzano, Testaccio und Vigne.
Die Nachbargemeinden sind Amelia, Calvi dell’Umbria, Montecastrilli, Orte (VT), Otricoli, San Gemini, Stroncone und Terni.

## Geschichte

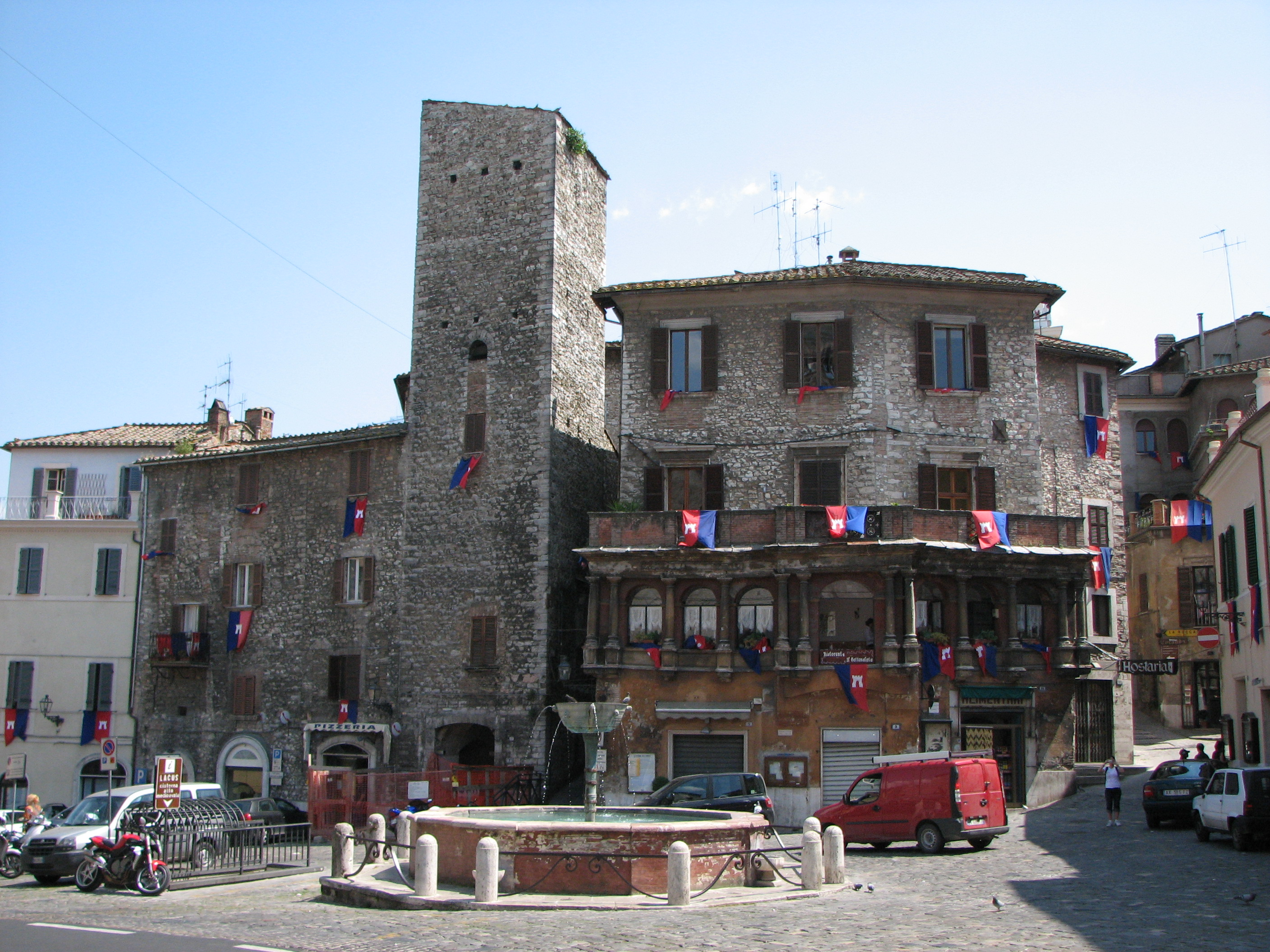
Piazza Principale

Ursprünglich befand sich an dieser Stelle eine Nequinum genannte Siedlung oskisch-umbrischer Stämme, die bereits um 600 v. Chr. erwähnt wird. Im Verlauf der Samnitenkriege gelangte Nequinum unter römische Herrschaft, wobei die Römer den Namen der Stadt nach dem Fluss Nar (heute Nera) in Narnia (altgriechisch Ναρνία) umbenannten; der alte Name hatte für die Römer allzu negative Anklänge, da er leicht mit lateinisch nequeo („ich kann nicht“) und nequitia („Nichtsnutzigkeit“) zu assoziieren war. Der lateinische Name der Stadt wurde bis ins späte Mittelalter beibehalten.
Im Rahmen der römischen Expansion ins nördliche Mittelitalien kam Narnia eine besondere strategische Bedeutung zu: Hier überquerte die um 220 v. Chr. vollendete Via Flaminia den Fluss Nar und hier zweigte auch eine weitere Heerstraße nach Spoletium (Spoleto) beziehungsweise Reate (Rieti) ab. 299 v. Chr. wurde Narnia römisches Municipium. Als sich Narnia allerdings im Zweiten Punischen Krieg weigerte, Rom gegen Karthago zu unterstützen, wurde die Stadt zerstört, später allerdings wieder aufgebaut.
Während der Völkerwanderung wurde Narni dann erneut verwüstet. Die Langobarden setzten hier einen örtlichen Statthalter (gastald) ein. Im 10. Jahrhundert war die Stadt Parteigänger Kaiser Ottos I. und kam schließlich in den Besitz der Markgräfin Mathilde. 1112 stand Narni in Opposition zu Papst Paschalis II. und 1167 zu Kaiser Friedrich Barbarossa, woraufhin der Kaiser Vergeltung an der Stadt verübte. Auch in der Folge hielt Narni zur antikaiserlichen Partei der Guelfen und verbündete sich 1242 mit Perugia und Rom.
Im 14. Jahrhundert sorgte der Kardinal Albornoz dafür, dass Narni wieder der Herrschaft des Kirchenstaates unterworfen wurde. Aus dieser Zeit stammt nicht nur der Bau der Rocca, sondern auch die Loggia dei Priori und die zur Piazza dei Priori führende Kolonnade.
Später wurde Narni Lehnsbesitz der Orsini, wurde im 15. Jahrhundert kurzzeitig von König Ladislaus von Neapel besetzt, kam dann aber dank Braccio da Montone wieder zum Kirchenstaat. Am 15. Juli 1525 erreichten deutsche Landsknechtstruppen des Kaisers Karl V. die Stadt und legten sie in Schutt und Asche – ein Schlag, von dem sich Narni nie mehr wirklich erholte. Von nun an stand Narni stets im Schatten des knapp 10 km nördlich gelegenen Lokalrivalen Terni. Seit 1860 gehörte Narni zum vereinigten italienischen Königreich.

## Sehenswürdigkeiten
- Dom von Narni (Concattedrale di San Giovenale oder Duomo di Narni genannt), 1047 begonnener Bau, der 1145 von Papst Eugen III. konsekriert wurde. Im 15. Jahrhundert wurde die einfache Fassade mit einem Portikus versehen. Das mit Rankenwerk umrahmte Südportal ist von Löwen flankiert. Die polygonale Apsis wurde nach einem Erdrutsch 1332 gotisch erneuert. Die kostbare Ausstattung enthält unter anderem das Werk Sant’Antonio Abate von Vecchietta, eine Holzstatue aus dem Jahr 1474.
- Chiesa di San Domenico, ehemalige Kirche, die im 12. Jahrhundert entstand. Sie war die erste Kathedrale im Ort und wurde 1304 von den Dominikanern übernommen.
- Chiesa di San Francesco, Kirche aus dem 14. Jahrhundert
- Chiesa di Sant’Agostino, Kirche aus dem 14. Jahrhundert, wurde 1728 erneuert. Enthält von Piermatteo d’Amelia das Fresko Madonna col Bambino sulle ginocchia tra Santa Lucia e Santa Apollonia aus dem Jahr 1492.
- Chiesa di Santa Maria Impensole, 1175 errichtete, „in pensole“ (am Hang) gelegene, dreischiffige Basilika. Im Inneren zeigt das vordere rechte Kapitell als einziges figürliches „Daniel in der Löwengrube“.

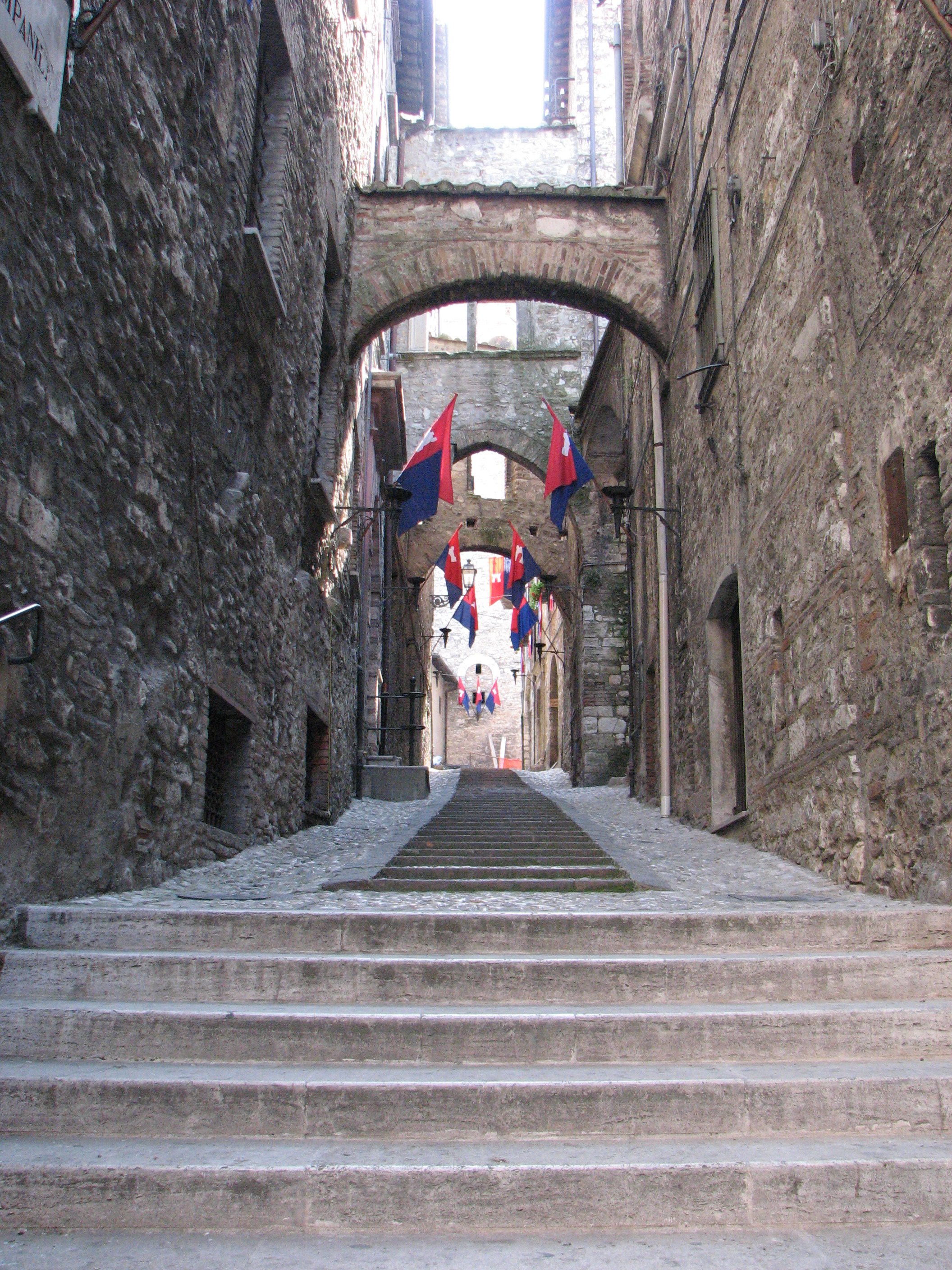
Via del Campanile

- Porta Nuova, Stadttor aus dem 16. Jahrhundert
- Porta Ternana, Stadttor aus dem 15. Jahrhundert, hieß früher Porta dell’Arvolta
- Palazzo del Podestà, Palast aus dem 13. Jahrhundert, heutiges Rathaus
- Ponte Calamone, Römerbrücke an der Via Flaminia
- Ponte Cardaro, Römerbrücke an der Via Flaminia
- Ponte d’Augusto (Teil der Via Flaminia) über den Fluss Nera, es steht heute noch ein Brückenbogen; der rund 30 Meter hoch aufragende Bau war eine der größten von den Römern erbauten Brücken.
- Rocca Albornoz, im Auftrag von Gil Álvarez Carillo de Albornoz errichtete Burg aus dem 14. Jahrhundert am höchsten Punkt der Stadt (332 Höhenmeter).
- Speco di San Francesco, ein ca. 13 km südöstlich des Ortes einsam gelegener Konvent, der vom Heiligen Franziskus 1213 gegründet und in der ersten Hälfte des 15. Jahrhunderts vom Heiligen Bernhardin erneuert wurde.

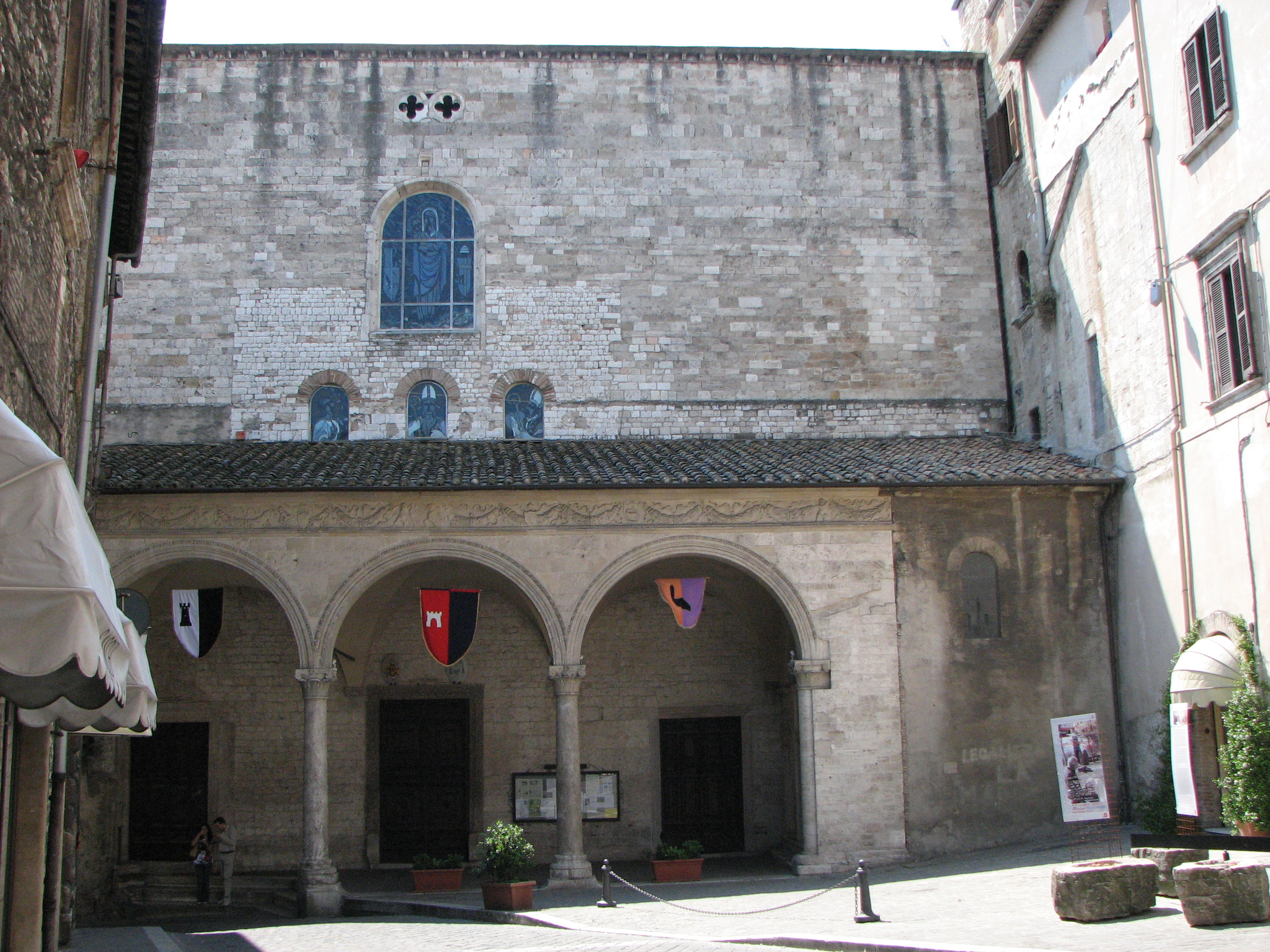
Kathedrale San Giovenale
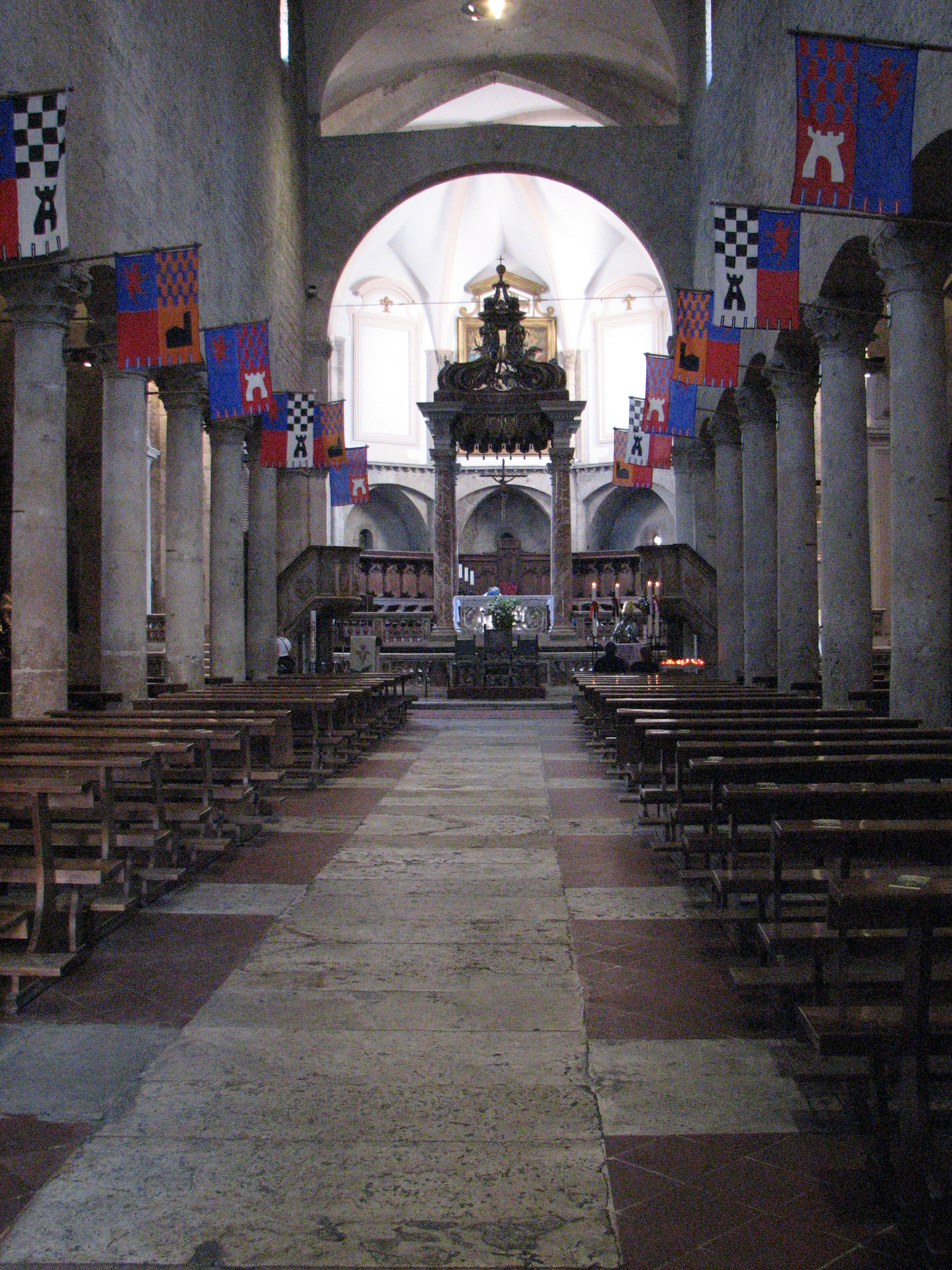
Innenansicht der Kathedrale
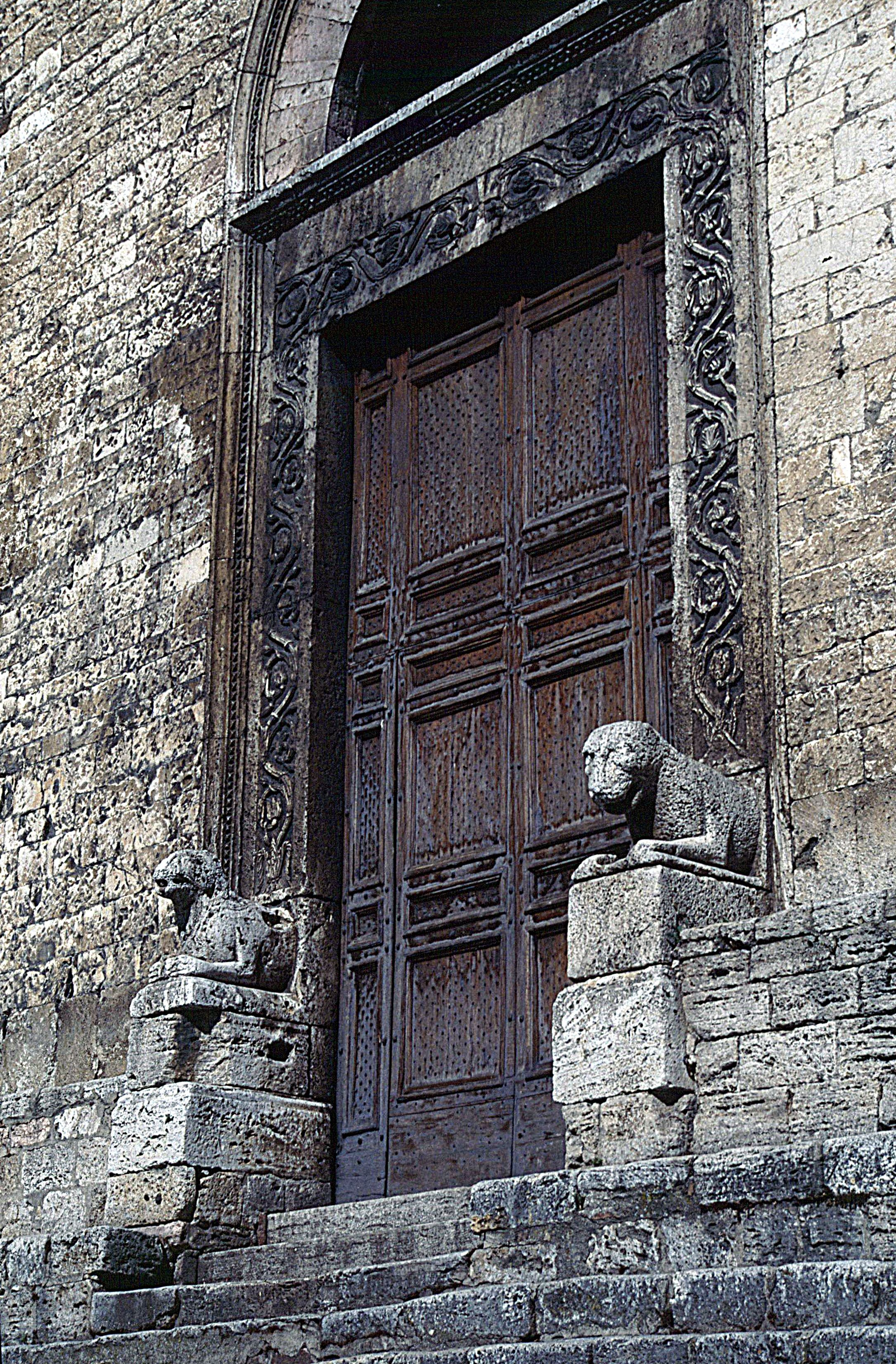
Seitenportal des Doms
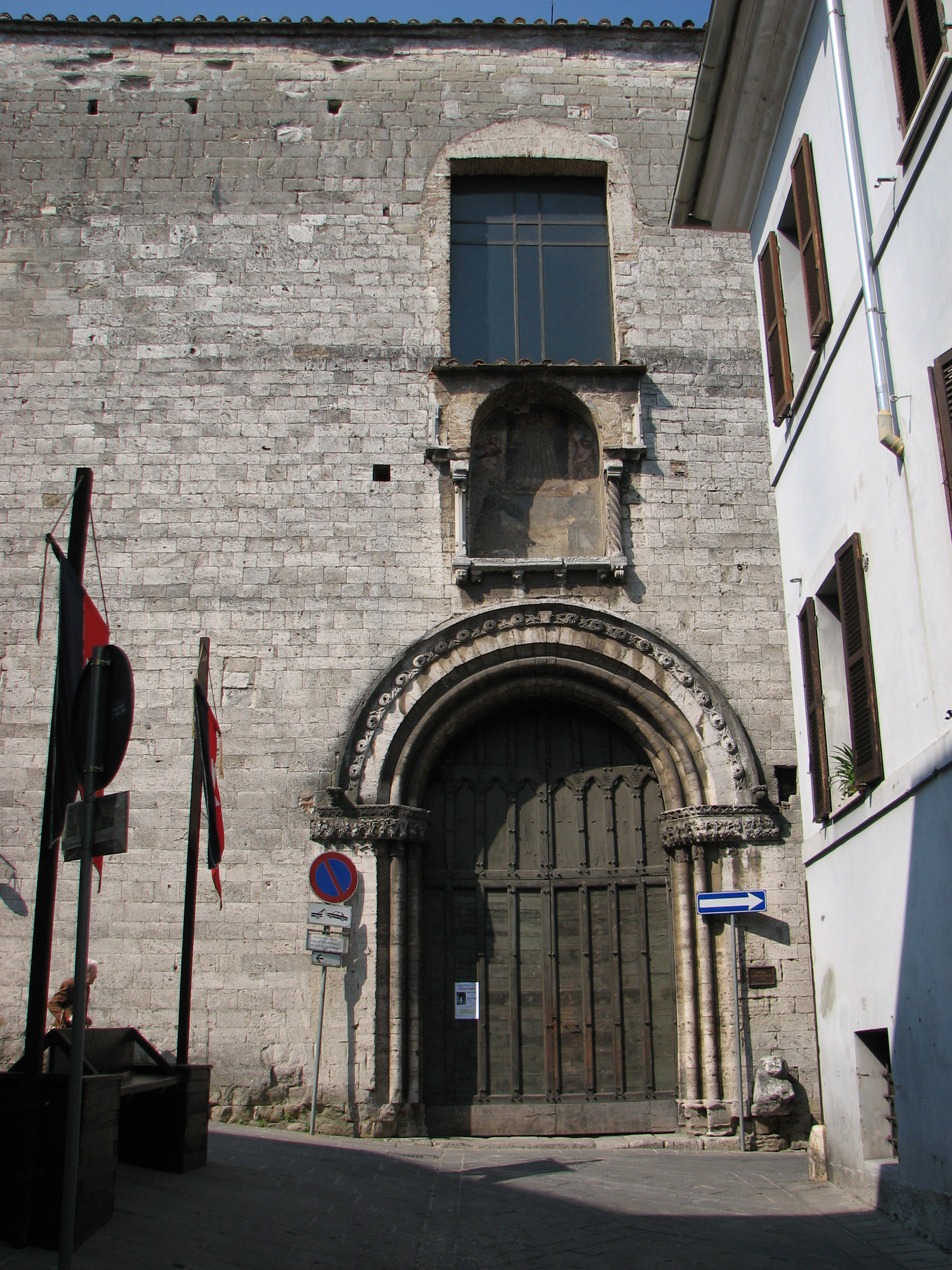
Kirche San Francesco
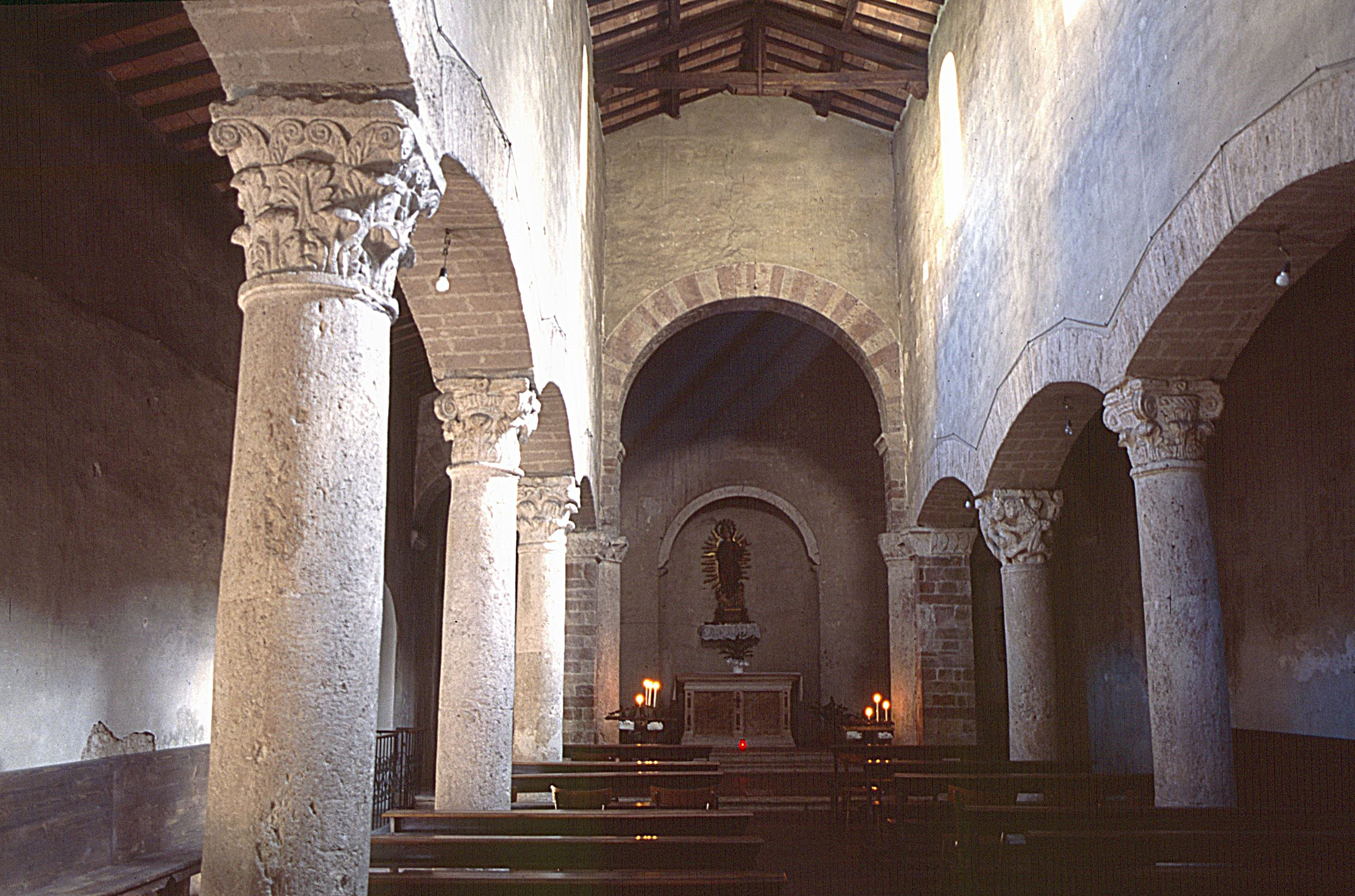
Santa Maria Impensole
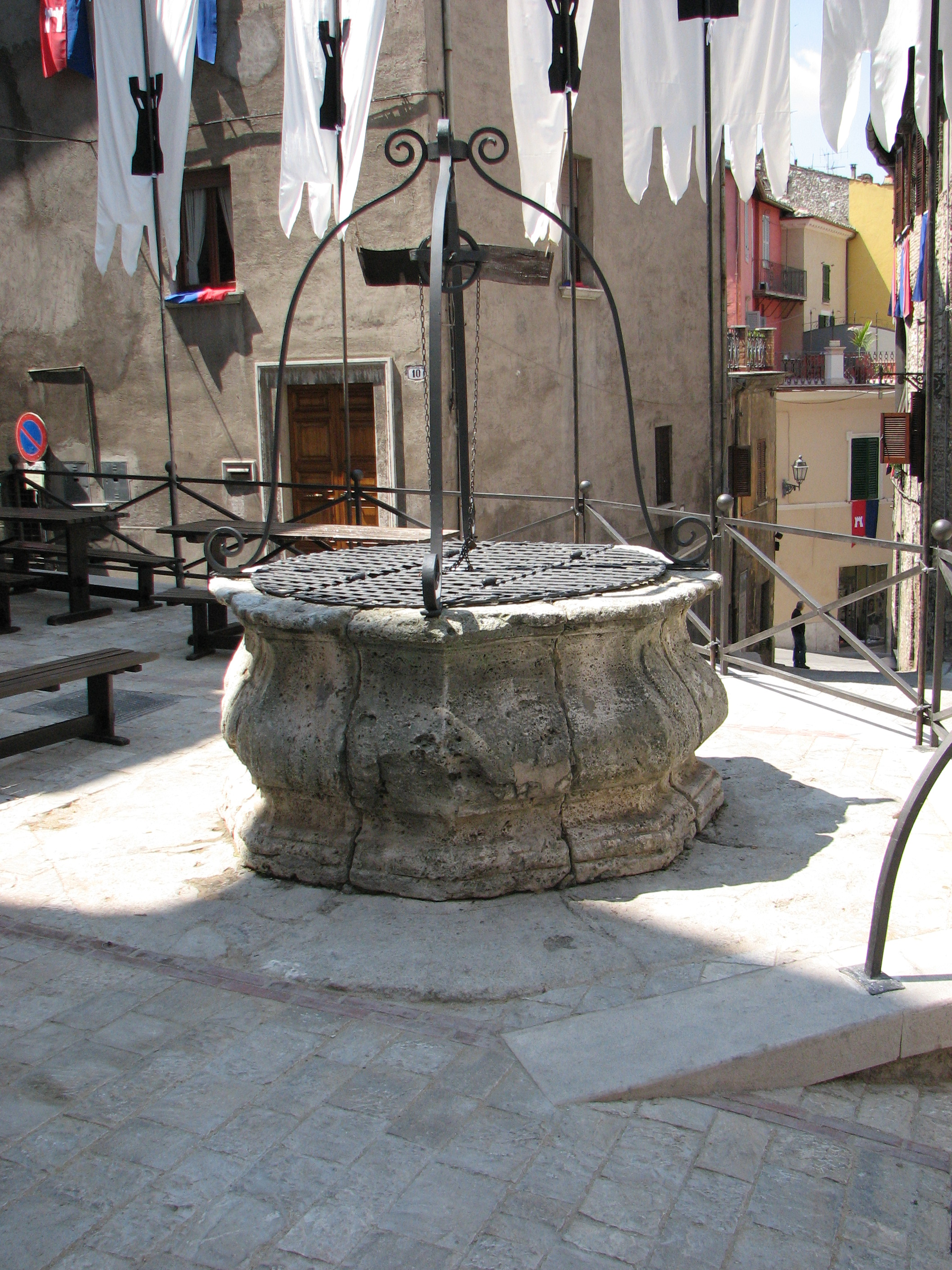
Mittelalterlicher Brunnen
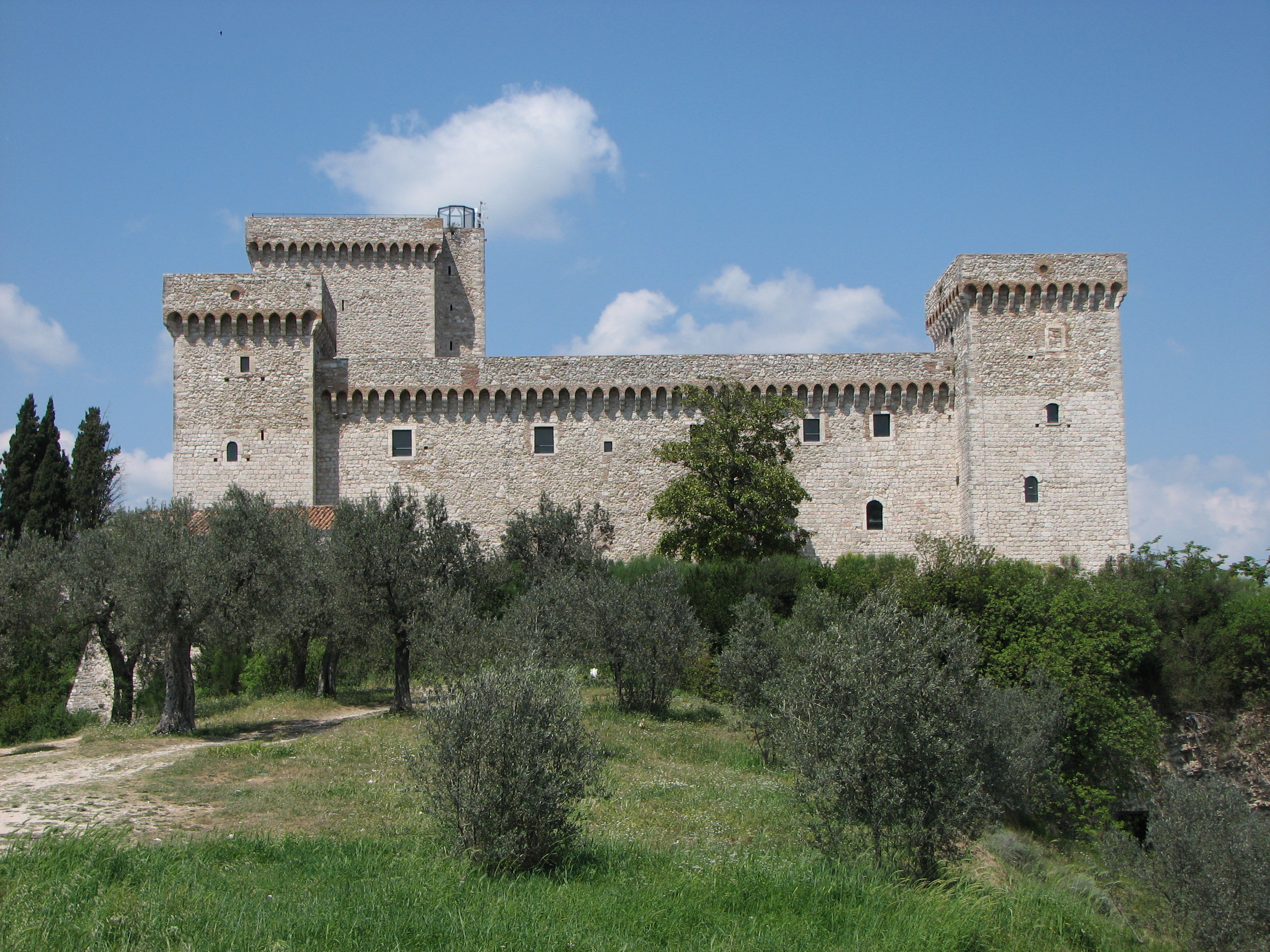
Burg Albornoz
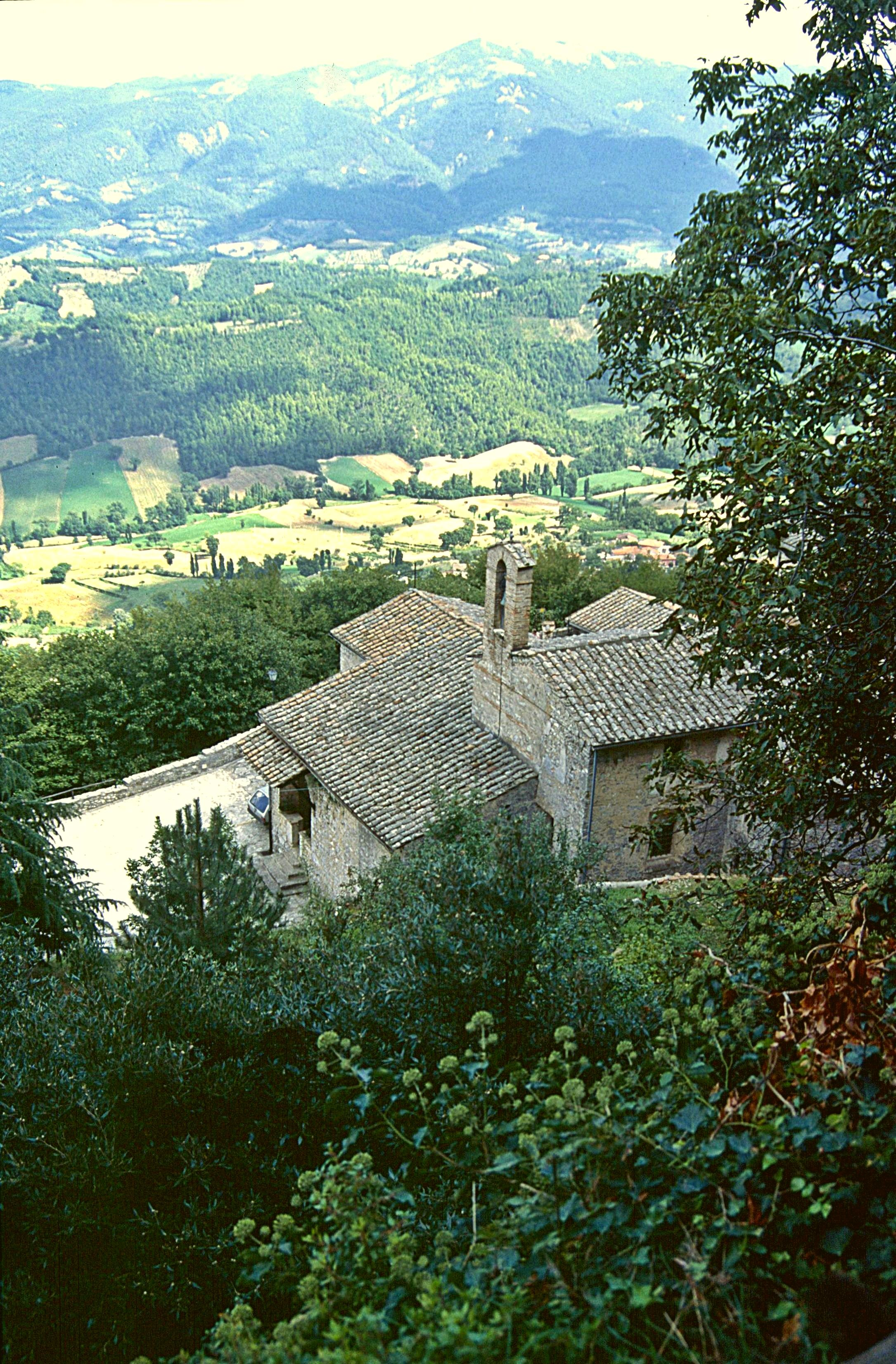
Convento Lo Speco
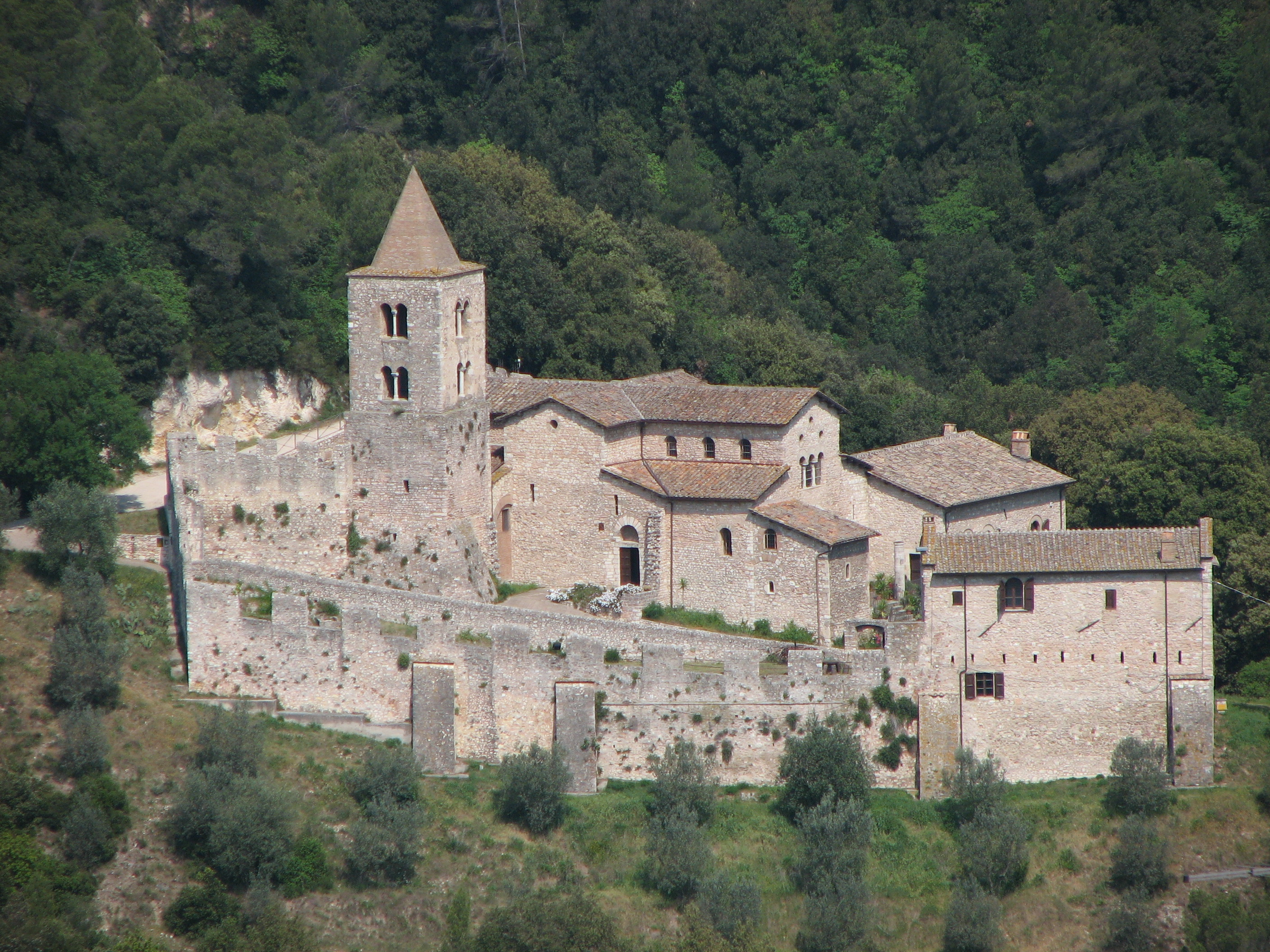
Abtei von San Cassiano

## Mittelpunkt von Italien

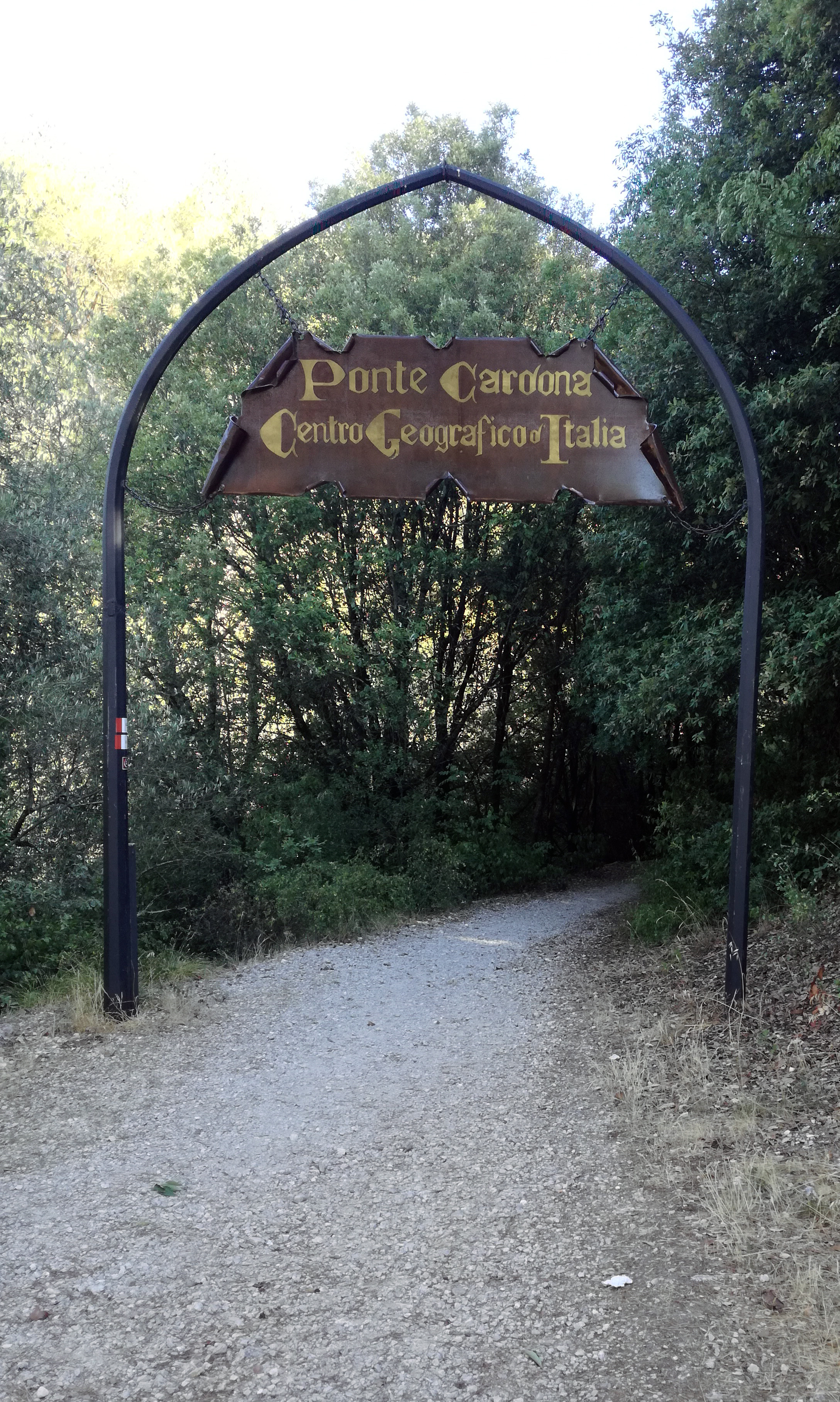
Ponte Cardona – Centro Geografico d’Italia

In der Nähe von Narni befindet sich der geografische Mittelpunkt von Italien bei den Koordinaten 42°30'26,58" Nord und 12°32'16,86" Ost. Diese Lage bezeichnet einen Teil vom alten Aquädukt, den die Römer gebaut haben. Fälschlicherweise wird oft die Piazza San Rufo in Rieti, das sich etwa 35 Kilometer entfernt befindet, als Mittelpunkt Italiens bezeichnet. In Rieti steht auf der Piazza San Rufo eine Marmorscheibe, welche diesen Punkt kennzeichnet. Die Berechnungen von 1994 haben Ponte Cardona an den genannten Koordinaten als „L’ombelicolo d’Italia“ ergeben.

## Verkehr
- Der Ort liegt mit den Haltepunkten Narni und Narni Montoro an der Bahnlinie Roma–Ancona im Abschnitt Orte–Falconara Marittima.
- An das Straßennetz ist Narni durch die Staatsstraße (Strada Statale) SS675 angebunden.

## Bildung
In Narni im Palazzo Sacripanti befindet sich seit 2006 ein Teil der Fakultät für Unterrichtswissenschaften der Università degli Studi di Perugia.

## Söhne und Töchter der Stadt
- Nerva (30–98), römischer Kaiser
- Erasmus von Narni (1370–1443), Condottiere
- Berardo Eroli (1409–1479), Kardinalvikar
- Galeotto Marzio (um 1427–1497), Humanist, Historiker, Arzt und Astronom in der Renaissance
- Lucia Broccadelli von Narni (1476–1544), 1710 seliggesprochene katholische Mystikerin des Dominikanerinnenordens
- Felice Anerio (1560–1614), Komponist
- Augustyn Locci (1601–1660), Ingenieur, Baumeister und Innenarchitekt
- Giuseppe Sacripante (1642–1727), Kardinal
- Primo Dorello (1872–1963), Anatom
- Gildo Brugnola (1890–1960), römisch-katholischer Geistlicher und Kanzler der Apostolischen Breven
- Laura Agea (* 1978), Politikerin

## Rezeption
Der Autor C. S. Lewis benannte das namensgebende Land seiner Romanreihe Die Chroniken von Narnia nach dem lateinischen Namen von Narni, Narnia.